# Евгений Комански
Евгений (на гръцки: Ευγένιος, Евгениос) е гръцки духовник, митрополит на Вселенската патриаршия.

## Биография
Евгений служи като протосингел на Скопската епархия. През октомври 1818 година е избран и по-късно е ръкоположен за титулярен комански епископи и назначен за викарен епископ на Скопската епархия.
По време на Гръцкото въстание през март 1822 година той е на Хиос и успява да се спаси от клането на 30 март 1822 година и бяга в Пелопонес. От края на 1822 година до декември 1824 година е викарен епископ на Коринтската митрополия. Подава оставка поради конфликта му с митрополит на Кирил Коринтски (1819 – 1836). Живее в Навплио и изпълнява различни църковни мисии, възложени му от гръцките революционни власти. Член е на различни комисии, които разглеждат църковни въпроси. Умира около 1829 година.